# روي بي. دالتون جونيور
روي بي. دالتون جونيور (بالإنجليزية: Roy B. Dalton, Jr.)‏ هو قاضي ومحامي أمريكي، ولد في 9 يوليو 1952 في جاكسونفيل في الولايات المتحدة.